# Grochowo Trzecie
Grochowo Trzecie (niem. Schweinekampe) – osada w Polsce położona w województwie pomorskim, w powiecie nowodworskim, w gminie Sztutowo na obszarze Żuław Wiślanych.
W latach 1975–1998 miejscowość administracyjnie należała do województwa elbląskiego.
Inne miejscowości o nazwie Grochowo: Grochowo Drugie, Grochowo Pierwsze, Grochowo